# Myllokunmingia
Myllokunmingia je rod bazálních strunatců ze spodního kambria (před 518 miliony let, maotianshanské břidlice v Číně), považovaných za obratlovce, ačkoliv to není zcela přesvědčivě prokázáno. Je 28 mm dlouhý a 6 mm vysoký.
Živočich má výraznou hlavu a tělo s přední hřbetní ploutví podobnou plachtě. Ústa nelze jasně identifikovat. Nemá žádné radiální ploutve.
Existuje pouze jedna fosilie. Znám pouze jeden druh – Myllokunmingia fengjiaoa (Shu, Zhang & Han).
Příbuzní tvorové jsou Haikouichthys a Zhongjianichthys.